# Johannes Fabritius

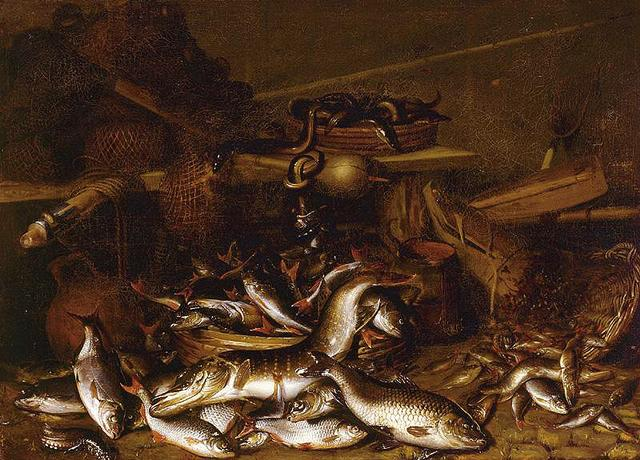
Stillleben mit Fischen, Aalen und Fischernetzen

Johannes Fabritius (* um 1636 in Middenbeemster; † um 1693) war ein holländischer Maler.
Sohn von Pieter Carelsz. gen. Fabritius und Barbertje Barentsdr van der Maes; Bruder von Carel Fabritius und Barent Fabritius. Über den Künstler ist nur wenig bekannt. Er malte vor allem Stillleben und Blumenstücke.

## Ausgewählte Werke
- La Fére, Musée Jeanne d’Aboville
  - Blumenstillleben in Glasvase mit zwei Papageien. 1691
- Verbleib unbekannt
  - Blumen in einer Vase mit Früchten. um 1690 (ehemals Sammlung Birtschansky, Paris)
  - Fischstilleben. (ehemals Ponce, Puerto Rico Museo de Arte)

| Personendaten    | Personendaten       |
| ---------------- | ------------------- |
| NAME             | Fabritius, Johannes |
| KURZBESCHREIBUNG | holländischer Maler |
| GEBURTSDATUM     | um 1636             |
| GEBURTSORT       | Middenbeemster      |
| STERBEDATUM      | um 1693             |